# Witte struikwondklaver
De witte struikwondklaver (Anthyllis barba-jovis) is een struik uit de vlinderbloemenfamilie (Leguminosae). Het is een zeldzame semi-halofiele soort uit het litoraal van het Middellandse Zeegebied.

## Naamgeving enetymologie
- Synoniemen: Anthyllis splendens Willd., Vulneraria barba-jovis (L.) Link, Vulneraria argentea Lam., Barba Jovis argyrophylla Moench, Anthyllis argentea Salisb.
- Engels: Silverbush
- Frans: Anthyllide barbe-de-Jupiter, Anthyllis barbe-de-Jupiter, Arbuste d'argent, Barbe-de-Jupiter

De botanische naam Anthyllis is een samenstelling van Oudgrieks ἄνθος, anthos (bloem) en ἴουλος, ioulos (dons), naar het donsachtige uiterlijk en aanvoelen van de bloemen. De soortaanduiding barba-jovis is afkomstig van het Latijnse barba (baard) en Iovis (van Jupiter, de Romeinse god).

## Kenmerken
De witte struikwondklaver is een tot 1,5 m hoge, rechtopstaande, vertakte, ongedoornde struik. De blaadjes zijn oneven geveerd met vier tot negen paar lijnlancetvormige deelblaadjes, aan de bovenzijde groen, aan de onderzijde viltig behaard en zilverkleurig. De bladsteel is stengelomhullend.

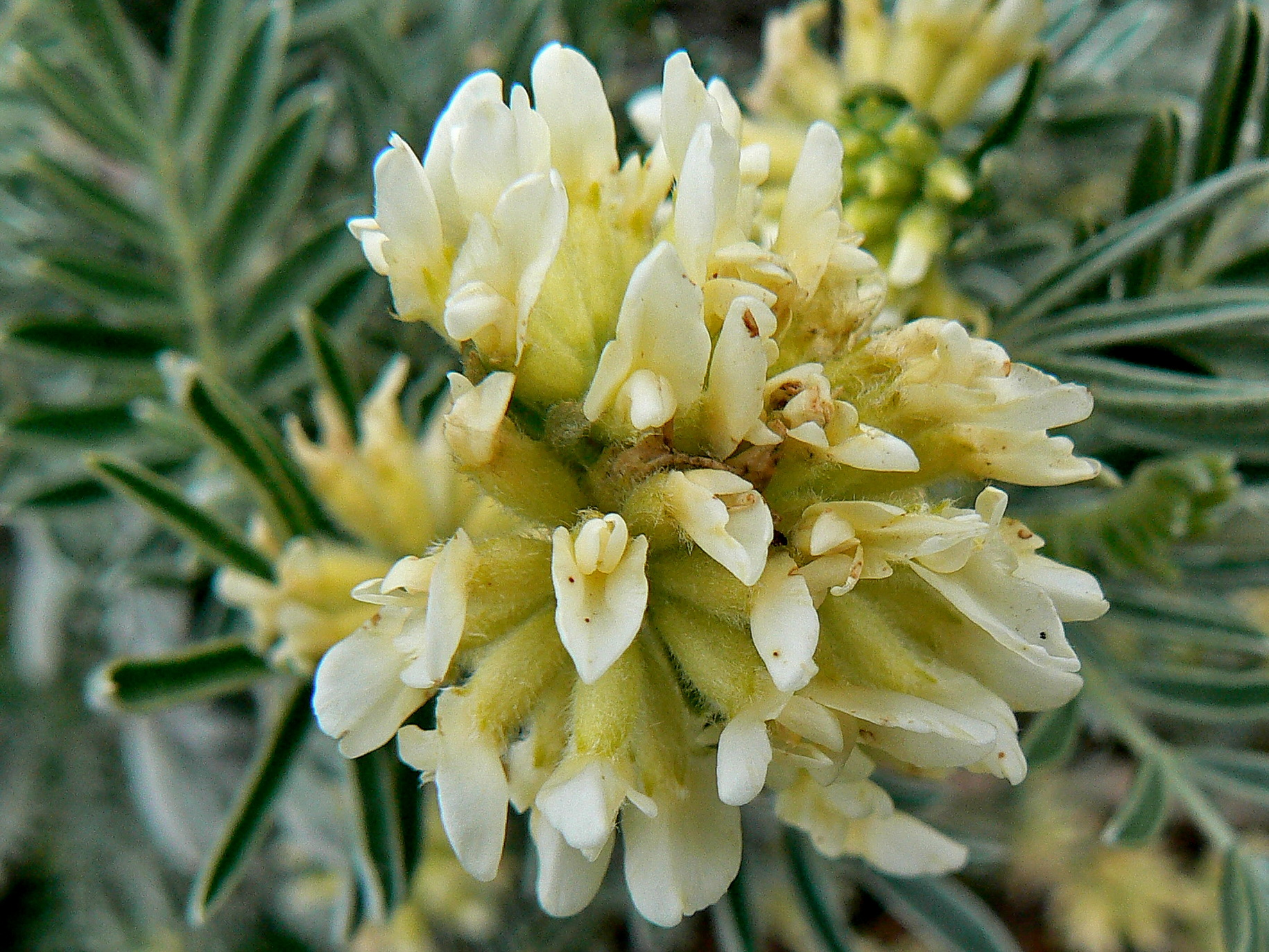
Detail bloem

De struik draagt talrijke eindstandige en okselstandige, gesteelde bloemhoofdjes met tientallen lichtgele bloemetjes, ondersteund door groene, zittende schutblaadjes. De geelgroene kelkbuis is veel korter dan de kroonblaadjes, nauwelijks gezwollen, zacht behaard en met vijf bijna gelijke tanden. De bloemkroon bestaat uit een vlag die slechts iets langer is dan de twee zwaarden, en een rechte, stompe kiel. De bloemen worden bij het ouder worden geleidelijk aan bruin.
De peultjes zijn langgerekt, spits en glad, en bevatten elk slechts één zaad. 
De bloeitijd is van april tot juni. De bloemen worden bestoven door insecten, die ook de zaden verspreiden.

## Habitat
De witte struikwondklaver groeit vooral op kristallijne rotsen in het littoraal van de kust, waar de wind vrij spel heeft en de plant geregeld met zout water besproeid wordt. Hij komt er dikwijls voor in het gezelschap van Thymelaea hirsuta.

## Voorkomen
De witte struikwondklaver komt van nature voor in het westelijke Middellandse Zeegebied, waar deze voorkomt in Algerije, Tunesië, Frankrijk en Italië. In Frankrijk komt de plant voor in de departementen Alpes-Maritimes, Var, Hérault en op Corsica, maar voornamelijk op de kusten van het Massif des Maures (in het natuurgebied Cap Lardier - Cap Taillat - Cap Camarat) en de îles d'Hyères.
Over het hele verspreidingsgebied komt de soort plaatselijk, maar soms abundant voor.

## Bedreiging en bescherming
De witte struikwondklaver is in Frankrijk beschermd.
... · 
A. barba-jovis (Witte struikwondklaver) · 
A. vulneraria (Wondklaver) · 
...